# OpenOffice.org Impress
L'OpenOffice.org Impress és un programa de presentacions similar al Microsoft PowerPoint. Forma part de la suite ofimàtica OpenOffice.org desenvolupada per Sun Microsystems. Pot exportar presentacions com a fitxers SWF de Macromedia Flash permetent que siguin executats en qualsevol ordinador que tingui instal·lat el Macromedia Flash Player. També inclou la capacitat de crear fitxers en format PDF.
L'Impress té incorporades un nombre reduït de dissenys de presentacions llestes per a ser utilitzades. A Internet hi ha disponibles plantilles gratuïtes de tercers que poden esser utilitzades sense cap problema, les etiquetades com a presentacions de PowerPoint, per exemple: , , .
Els usuaris de l'OpenOffice.org Impress també poden instal·lar l'Open Clip Art Library (Biblioteca Oberta de Clip Arts), que afegeix una enorme galeria de gràfics vectorials (banderes, logotips, icones, pancartes, etc.) per a presentacions generals i projectes de dibuix. Algunes distribucions de GNU/Linux, com Debian, Mandriva Linux i Ubuntu, han proporcionat un paquet anomenat openclipart que ve incorporat en les seves distribucions i està pensat per a ser utilitzat de manera fàcil. Està compost d'una galeria d'imatges i sons per a l'OpenOffice.org.